# 氧化胆固醇
氧化胆固醇或氧化胆甾醇（英語：或oxysterol）是胆固醇的酶促氧化衍生物。这些化合物涉及许多生物学进程如胆固醇稳态、脂类代谢（包括鞘脂与脂肪酸的代谢）、细胞凋亡、自噬以及蛋白质的异戊二烯化，氧化胆固醇在这些过程中的角色还不太清楚。

## 例子
- 羟胆甾醇 Oxycholesterol
- 羟基胆固醇，如：27-羟基胆固醇 27-Hydroxycholesterol